# Тяжелов, Арсений Иванович
Арсений Иванович Тяжелов (? — 1855) — священнослужитель Русской православной церкви, профессор Московской духовной академии, протопресвитер московского Архангельского собора.

## Биография
Сын священника. Окончил Тверскую духовную семинарию. В 1814 году окончил Санкт-Петербургскую духовную академию, её первый курс со степенью магистра богословия. Был зачислен бакалавром на кафедру еврейского языка Московской духовной академии. С августа 1815 году преподавал также математику в Вифанской духовной семинарии. С августа 1818 года — ординарный профессор Московской духовной академии по классу еврейского языка. С 1818 года он состоял членом Особого цензурного комитета, был членом конференции Московской духовной академии (1820).
В 1820 году Московской духовной академией было издано составленное Тяжеловым «Руководство к пасхалии»; в 1826 году оно повторно вышло в свет в редакции Петра Делицына и впоследствии неоднократно переиздавалось.
В 1820 году Комиссия духовных училищ поручила Тяжелову перевести на русский язык книгу Исход, предписав «строже держаться славянского текста». Через год перевод был передан в Санкт-Петербургский комитет переводов Российского библейского общества.
В августе 1820 года он был рукоположён во священника к церкви Николая Чудотворца на Мясницкой улице (ныне здесь расположено здание здание Центросоюза). Одновременно он был назначен ректором Андроньевского духовного училища.
Умер в Москве в 1855 году в сане протопресвитера Архангельского собора.